# RiN
『Rin』（リン）は、ハロルド作石による日本の少年漫画。『月刊少年マガジン』（講談社）にて、2013年1月号から2016年5月号まで連載された。

## 登場人物
伏見 紀人
ペンネームは伏見キノスケ→伏見紀人。運動神経が悪く勉強が苦手、コミュニケーション能力も低いためにうだつの上がらない生活を送る男子高校生。愛知県在中。趣味は漫画を読むこと、描くことであり、自分にとっては漫画しかないと思っている。尊敬する漫画家は水野亨。一度、憧れの漫画雑誌・『トーラス』に持ち込むものの、未熟さを指摘され惨敗。その後デッサン力に磨きをかけ、ストーリーはマニアックなものの、沢村賞の努力賞を勝ち取るレベルにまで成長。
さらには担当の武藤の意見に従い、お色気漫画を描き始めたことで評価を高めていく。漫画界の巨人・沢村叡智が残した「トーラス」という言葉や、夢に出てくる八咫烏・ヤッサンのお告げ、占い師・ルーさんの予言など様々な謎。
また、母親が亡くなった原因でもあり、姉も発症してしまった、体が動かなくなる病気を自分も発症してしまうかもしれないという恐怖などを抱えながら、日々漫画家としての一歩を踏み出していく。漫画執筆中によく聞く音楽は、作者の前作『BECK』の主人公達のバンドのアルバム。
石堂 凛
伏見紀人と同い年の美少女。気が強く、芯のしっかりとした性格。中国地方のとある島に住んでおり、普段は標準語で話すが、地元の人と話すときは方言が丸出しになる。強い霊能力を持っており、未来予知能力や、霊が見えるなど様々な能力を持ち合わせている。漫画雑誌・『トーラス』のグラビアに登場したことで、講談社と繋がりを持つようになり、沢村賞の授賞式で紀人と遭遇する。
紀人のことは何かと気にかけており、頻繁に連絡を取り合い、地元の祭り・神森祭に招待などもしている。
本多 明日菜
伏見紀人と同じ高校に通う同級生。運動神経が良く、プロポーションも良い美少女であり、男子生徒からの人気も高い。紀人からも、ほのかな恋心を抱かれている。学校内では派手なグループに所属しているが、漫画が好きという意外な一面があり、それがきっかけで紀人と仲良くなる。
瀧 カイト
伏見紀人と同学年ながら、アマチュア漫画家にとっての登竜門・沢村賞で大賞を取る。圧倒的な画力と、泉のように湧き出るアイデアが武器。集中力や体力も人並み以上であり、仕事も非常に早い。思ったことを素直に口にしてしまう性格であり、細かいことには拘泥しない。紀人にはなにか才能のようなものを感じており、期待している様子を見せている。
沢村叡智が死の直前に残した「トーラス」という単語に強い興味を抱き、謎を解明しようとしている。
西口
ベレー帽に太い眉毛、レンズの厚い眼鏡をかけた遅咲きの新人漫画家。伏見紀人と同様に、『トーラス』の編集者・武藤が担当している漫画家であり、少し古臭いながらも味のあるストーリーと絵が特徴的。漫画への情熱も人一倍強く、他人と漫画論を語り合うことを好む。アシスタント歴も非常に長く、業界の先輩として紀人に様々なアドバイスを与える。
負けず嫌いな性格であり、特に金銭が絡むと実力以上の力を発揮する。
武藤
講談社の人気漫画雑誌・『トーラス』の若手編集者。沢村賞で受賞した伏見紀人や西口、紀人が尊敬する水野亨らの担当でもある。出社時間や机の整理状況など、だらしないとこも目立つが、紀人の絵の上手さに目を付けてお色気漫画を描かせることで人気を高めさせるなど、編集者としての腕は確かであり、未来の編集長とも目されている。
水野 亨
伏見紀人が最も尊敬する漫画家。プロ意識が高く、自分が良いと思ったものしか載せないために作品数は多くないが、その一つ一つは高い評価を得ている。飾らない性格であり、先生と呼ばれることを嫌がる。彼の下にはクセの強いアシスタントが3人もいるため、新人は保たない傾向がある。
カツオ
伏見紀人の同級生であり、親友。女好きでお調子ものだが、同時に臆病であり不細工なため全くモテない不幸な人物。しかし、何かと悩みがちな紀人を外に連れ出しては気分転換をさせる友達思いの一面も持っている。
サン・ルー
本多明日菜に連れられて行ったとあるクラブで伏見紀人が出会った流れの占い師。普段は適当な占いばかりをしているが、生理前には強い霊能力を手に入れることが出来、紀人に「女の選択を誤らないよう」という謎の予言を残す。その後も何度か彼の前に現れては、再び予言を残していく。クールな性格だが、メール上では顔文字を多用する文面を打つギャップを持つ。
西垣津 華子
多くの作品を世に送り出してきた少女漫画界の大物。西口や瀧カイトをアシスタントとして使ったこともある。豪邸に住み男をひっかえとっかえする派手好きな中年女性。一度、家出した弟の捜索を石堂凛に頼んだことがあり、彼女とはそれ以来親しく付き合っている。沢村叡智のファンでもあり、彼が死の直前に残した言葉・「トーラス」に強い関心を持っている。
沢村 叡智
国民的作品から、マニアックなものまで数多くの作品を作り出してきた、日本漫画界の巨人。物語開始より2年前に、癌で他界している。常に漫画について思索をしていた人物であり、彼の名前を冠した新人賞・沢村叡智賞は、主催する漫画雑誌・『トーラス』にとっても、応募する新人漫画家にとっても非常に重要な賞となっている。
彼が死の直前に、手記に残した「トーラス」という言葉は、未だ誰にも解明されていない謎となっている。
堀 大樹
伏見紀人の同じ高校に通う同級生であり、漫画家を目指している。紀人と異なり、運動神経が良く社交的だが、人を見下す癖がある。漫画家としての腕もそこそこあり、数々の新人賞で佳作や努力賞を貰っている。本多明日菜に好意を抱いており、彼女が親しく接する紀人に敵愾心を抱いている。
ヤッサン
伏見紀人の意識の中に現れては、謎めいた予言を残していくカラスの着ぐるみを着たような人物。お告げを残していく性質と、足が3本であるところから紀人に八咫烏ではないかと思われており、それが転じてヤッサンと呼ばれるようになる。

## 劇中劇
作内に登場した、主な漫画作品を記す。
IDIOT
伏見の高校時代の作品で、沢村賞の期待賞を受賞。同賞では瀧が大賞を受賞。
ファヴェーラからの転校生
伏見の高校時代の作品。沢村賞の準大賞を受賞。
オールド・ボーイ
伏見が高校時代に描いた、初トーラス掲載作品。ヤング・ブル杯のエントリー作品。
Re-member（リメンバー）
伏見の連載デビュー作。伏見が東京に出て、水野のアシスタントをしている時期にネームを考える。
血と泥
瀧の高校時代の作品で、沢村賞の大賞を受賞。
プレゼンス
瀧の連載デビュー作。ヤング・ブル杯を経て、トーラスで連載。
俊平クロニクル
水野の連載作品。伏見にとって永遠のバイブル。